# Стая за трима
„Стая за трима“ е българска телевизионна новела от 1986 година на режисьора Нина Минкова.

## Актьорски състав
| Роля         | Изпълнител         |
| ------------ | ------------------ |
|              | Никола Анастасов   |
|              | Константин Коцев   |
|              | Димитър Георгиев   |
| младоженката | Аня Пенчева        |
|              | Деляна Хаджиянкова |
| музикантът   | Стойно Добрев      |